# Air Canada Jetz
Air Canada Jetz è la denominazione di una branca di Air Canada dedicata alla clientela "business premium" e al trasporto di equipe sportive. La sede operativa è a Montréal.

## Storia
Il marchio è stato varato da Air Canada nel 2001 per gestire un servizio business premium verso clienti aziendali e squadre sportive professionali. Air Canada Jetz è diventato il vettore ufficiale per tutte le sette squadre canadesi della National Hockey League (NHL) ovvero i Vancouver Canucks, i Calgary Flames, gli Edmonton Oilers, gli Ottawa Senators, i Montreal Canadiens, i Toronto Maple Leafs e i Winnipeg Jets. Jetz ha volato anche squadre statunitensi come i Boston Bruins per la stagione 2008, gli Anaheim Ducks per la stagione 2009-2010, i Los Angeles Kings per la stagione 2011-2012 e i Washington Capitals per la stagione 2010-2011. Il marchio è stato anche il trasportatore dei Toronto Raptors della National Basketball Association (NBA) fino al 2016, e i Toronto Blue Jays della Major League Baseball (MLB). Oltre alla squadre sportive Air Canada Jetz, ha operato voli charter anche per molti gruppi rock tra cui gli U2, i Rolling Stones, Bruce Springsteen, Phil Collins e le Spice Girls.

## Flotta

### Flotta attuale

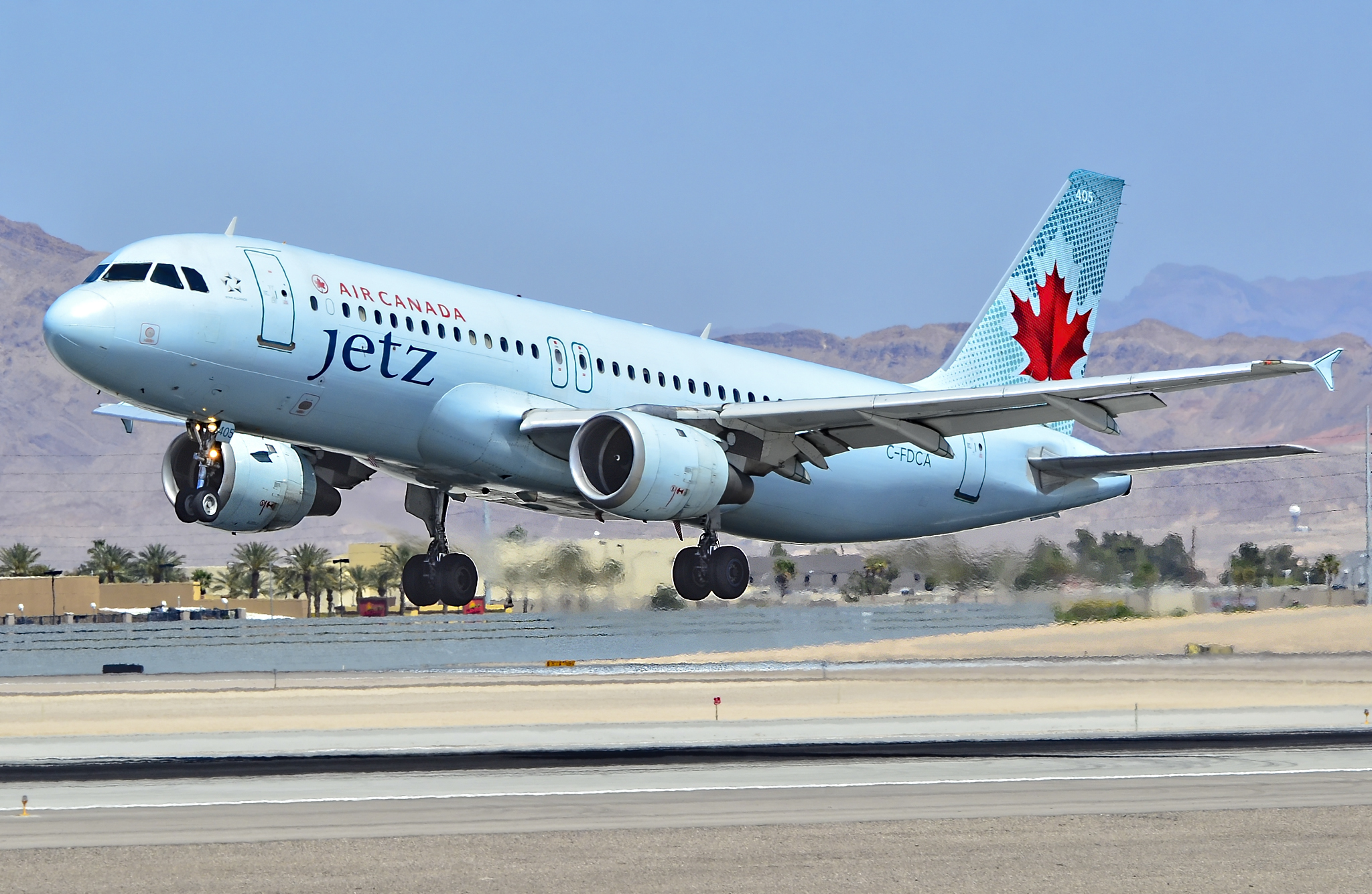
Un Airbus A320-200 nella livrea usata fino al 2023.

Ad ottobre 2024 la flotta Air Canada Jetz risulta composta dai seguenti aerei:

### Flotta storica

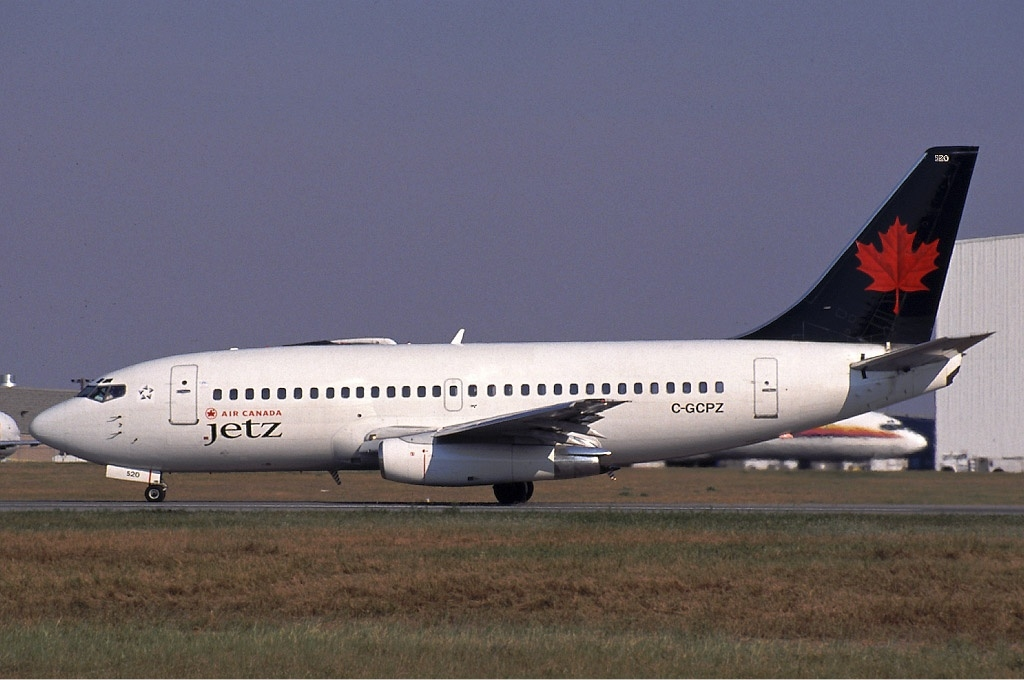
Un Boeing 737-200.

Nel corso degli anni, Air Canada Jetz ha operato con i seguenti modelli di aeromobili: